# Hoshihananomia splendens
Hoshihananomia splendens là một loài bọ cánh cứng trong họ Mordellidae. Loài này được Miwa miêu tả khoa học năm 1933.